# Кинделбрик
Кинделбрик (њем. Kindelbrück) град је у њемачкој савезној држави Тирингија. Једно је од 55 општинских средишта округа Земерда. Према процјени из 2010. у граду је живјело 1.769 становника. Посједује регионалну шифру (AGS) 16068029.

## Географски и демографски подаци
Кинделбрик се налази у савезној држави Тирингија у округу Земерда. Град се налази на надморској висини од 140 метара. Површина општине износи 13,3 km². У самом граду је, према процјени из 2010. године, живјело 1.769 становника. Просјечна густина становништва износи 133 становника/km².